# Sceloporus druckercolini
Sceloporus druckercolini (витончена гірська деревна ігуана) — вид ігуаноподібних ящірок родини фриносомових (Phrynosomatidae). Ендемік Мексики. Вид названий на честь мексиканського науковця Рене Друкер-Коліна.

## Поширення і екологія
Витончені гірські деревні ігуани мешкають в горах Південної Сьєрра-Мадре в центральній частині штату Герреро. Вони живуть в сосново-дубових і дубових гірських лісах, у вологих гірських тропічних лісах, трапляються на полях. Зустрічаються на висоті від 1850 до 3450 м над рівнем моря. Є живородними.